# Cristiani Democratici Uniti
I Cristiani Democratici Uniti (CDU) sono stati un partito politico italiano centrista e democristiano guidato da Rocco Buttiglione.

## Storia

### Nascita

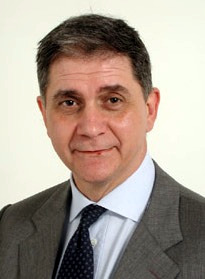
Rocco Buttiglione

Il partito viene fondato il 23 luglio 1995 da una componente del Partito Popolare Italiano guidata da Rocco Buttiglione, segretario uscente del PPI. Buttiglione, favorevole ad un'alleanza di centrodestra con Berlusconi, fu sfiduciato dal Consiglio Nazionale del PPI: al termine di una lunga controversia, si è dovuti ricorrere alla magistratura, che ha assegnato a Buttiglione il simbolo storico della DC e al resto del partito guidato da Gerardo Bianco la denominazione di Partito Popolare Italiano.
Al momento della nascita dei CDU la carica di Presidente del Consiglio è ricoperta da Lamberto Dini, alla guida di un governo tecnico dopo che la Lega Nord aveva ritirato l'appoggio al Governo Berlusconi I. Si costituisce il gruppo parlamentare del CDU che si avvicina alle posizioni del già esistente CCD e a quelle della coalizione del Polo per le Libertà, seppur continuando a sostenere il Governo Dini.

### Politiche del 1996 col Polo per le Libertà
Si svolgono le elezioni politiche del 1996: il CDU costituisce, unitamente a Forza Italia, AN e CCD, la coalizione del Polo per le Libertà, ponendo delle pregiudiziali su temi come droga e aborto quando Berlusconi decide di scendere a patti con Marco Pannella ed i Radicali per l'appoggio al governo in caso di vittoria. Per superare agevolmente lo sbarramento del 4%, CCD e CDU presentano liste comuni nella quota proporzionale della Camera, prendendo il 5,8% dei voti. La formazione ottiene 30 deputati (19 del CCD e 11 del CDU) e 25 senatori (15 del CCD e 10 del CDU).
Il Polo tuttavia perde le elezioni e viene costituito il governo dell'Ulivo con a capo Romano Prodi: il CDU, insieme agli altri partiti del centrodestra, è all'opposizione e costituisce un gruppo parlamentare unico col CCD. Il 21 luglio 1996, il primo congresso del CDU conferma segretario Buttiglione ed elegge presidente Roberto Formigoni, eletto un anno prima presidente della Regione Lombardia.
Nel febbraio del 1997 si creano però alcune tensioni fra le due componenti centriste. Alla Camera, i nove deputati del CDU divorziano dal CCD e aderiscono al gruppo parlamentare misto.

### La nascita dell'UDR
Esattamente un anno dopo, nel febbraio 1998, la direzione del CDU decide di stabilire un rapporto federativo con la nascente Unione Democratica per la Repubblica promossa da Francesco Cossiga. All'UDR, che aveva tra gli obiettivi quello di costituire un centro moderato, aderisce anche Clemente Mastella, mentre il CCD si spacca, con Casini che rimane nel Polo. Formigoni non condivide il progetto dell'UDR e cerca di ostacolarlo.
Dopo appena un mese dalla costituzione dell'UDR, comunque, Cossiga, ideatore e leader della formazione, decide di abbandonare il progetto e tutti gli aderenti. Nel CDU, Formigoni, mai entusiasta dell'UDR, aspetta il Consiglio Nazionale del partito per chiedere la testa di Buttiglione. L'assise, però, con 66 voti contro 64, conferma la guida di Buttiglione.
Nel frattempo Cossiga torna sui suoi passi: propone agli orfani dell'UDR di costituire un gruppo parlamentare unico per essere alternativi alla sinistra e al Polo. Il progetto va in porto, l'UDR si dice pronto a votare per il Governo Prodi I in caso di problemi con Rifondazione. Formigoni è polemico: Adesso è chiaro cos'è l'UDR; è per dare sostegno a Prodi se non ci sono i voti di Bertinotti. Buttiglione farà da stampella all'Ulivo, a Prodi e alla sinistra. Buttiglione replica: Sono pronto con Cossiga ad appoggiare Prodi per il bene dell'Italia.

### Scissione e appoggio all'Ulivo

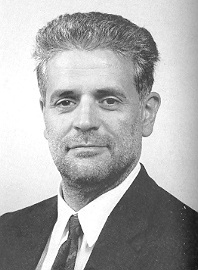
Roberto Formigoni

Il 4 giugno 1998, si consuma la rottura tra la linea di Buttiglione e quella di Formigoni, che esce dal partito e dà vita al movimento politico Cristiani Democratici per la Libertà, che dopo breve tempo aderisce a Forza Italia.
Cinque giorni dopo, il 9 giugno 1998, l'UDR diventa un partito unico e Buttiglione ne è presidente. Il CDU, il 27 luglio si scioglie, trasformandosi in associazione politico-culturale.
Nell'ottobre 1998 è crisi per il Governo Prodi I. Rifondazione ritira il suo appoggio alla maggioranza: si va al voto di fiducia, Prodi viene battuto per un solo voto (313 no, 312 sì). In breve tempo, il centrosinistra indica Massimo D'Alema come probabile premier: l'UDR appoggia D'Alema che si presenta in Parlamento e ne raccoglie la fiducia (da qui la formazione del Governo D'Alema I). Critici Berlusconi e Casini che accusano: "Questo governo nasce con la rappresentanza di un milione di nostri elettori" (alludendo al fatto che la maggior parte dei parlamentari UDR erano stati eletti nel Polo).

### Riproposizione del CDU e altri abbandoni
L'UDR partecipa quindi alla costituzione del primo governo D'Alema, esprimendo Carlo Scognamiglio come Ministro della Difesa e Gian Guido Folloni quale Ministro per i Rapporti con il Parlamento); è subito scontro fra la tripla leadership di Cossiga, Buttiglione e Mastella: nel febbraio 1999 Cossiga lascia e si iscrive al gruppo misto, in seguito è rottura fra Buttiglione e Mastella. Quest'ultimo fonda l'UDEUR ed è lo sfaldamento definitivo dell'UDR: Buttiglione ricostituisce il suo CDU come partito, si presenta alle elezioni europee del 13 giugno con lo storico simbolo dello scudo crociato affiancato a quello del PPE e con l'apertura delle liste a personalità moderate indipendenti (nel simbolo appare la dicitura Liberali e Democratici per l'Europa). La lista raccoglie il 2,1%.

### Il ritorno nel Polo
A luglio il CDU, tranne il ministro Folloni, lascia la maggioranza guidata da D'Alema e afferma prima di voler ricostituire la DC e si riavvicina alle posizioni del centro-destra ritornando nella coalizione di Silvio Berlusconi e assumendo, insieme a Casini, una posizione decisamente contraria all'accordo del Polo con i Radicali.
Alle elezioni regionali italiane del 2000 il CDU è parte integrante del Polo, partecipa alla vittoria della coalizione, che si aggiudica 8 regioni su 15, e si attesta a livello nazionale intorno al 2,8%, con punte in Molise e in Calabria di oltre il 6,5%. Tuttavia anche in una regione del nord, nel Veneto, il CDU ottiene un buon risultato con il 4,5%.
Ad agosto Andreotti propone di formare una coalizione di centro, che vada dal PPI a Forza Italia, e il CDU è sostenitore di questo progetto, che verrà ostacolato da AN, dalla Lega e dagli altri alleati di Berlusconi.

### Politiche del 2001 e liste Biancofiore
Intanto, il mondo politico freme in attesa delle elezioni del 13 maggio 2001 per il rinnovo del Parlamento e del Governo: il CDU partecipa alla fondazione, con Forza Italia, AN, CCD, Lega Nord, Nuovo PSI e PRI, della Casa delle Libertà, la nuova coalizione di centrodestra, che si aggiudica le elezioni, eleggendo Silvio Berlusconi presidente del Consiglio. A queste elezioni il CDU presenta liste comuni per la Camera nella quota proporzionale, con il CCD: le cosiddette liste del Biancofiore.
Alle regionali siciliane del 2001 un esponente del CDU, Salvatore Cuffaro, diviene intanto Presidente della Regione.
Dopo le elezioni viene costituito il Governo Berlusconi II. Per i CDU Buttiglione è Ministro per le politiche comunitarie, Mario Tassone è viceministro alle Infrastrutture e Trasporti e Teresio Delfino sottosegretario alle Politiche Agricole e Forestali.

### Nascita dell'Unione dei Democratici Cristiani e di Centro
La storia dei Cristiani Democratici Uniti termina il 6 dicembre 2002, quando le forze moderate del centro-destra, il Centro Cristiano Democratico ed i CDU, insieme a Democrazia Europea, che prima non aveva aderito al Polo, decidono di fondare l'Unione dei Democratici Cristiani e di Centro.
Rocco Buttiglione diviene presidente dell'UDC ed il neopartito mantiene la sua collocazione nella CdL ed è stato parte integrante della maggioranza che ha governato il Paese fino al 2006.

## Struttura

### Segretario
- Rocco Buttiglione (23 luglio 1995 – 6 dicembre 2002)

### Presidente
- Roberto Formigoni (21 luglio 1996 – 4 giugno 1998)
- Mario Tassone (26 luglio 1998 – 6 dicembre 2002)

### Vicesegretario
- Nuccio Cusumano (23 luglio 1995 – 27 luglio 1998)

## Nelle istituzioni

### Governi, Ministri e Sottosegretari della Repubblica Italiana
- Governo D'Alema I
  - Gian Guido Folloni (Ministro per i rapporti con il Parlamento)
  - Nuccio Cusumano (Sottosegretario di Stato al Ministero del tesoro, del bilancio e della programmazione economica)
  - Teresio Delfino (Sottosegretario di Stato al Ministero della pubblica istruzione)
  - Luca Danese (Sottosegretario di Stato al Ministero dei trasporti e della navigazione)
- Governo Berlusconi II
  - Rocco Buttiglione (Ministro per le politiche comunitarie)
  - Mario Tassone (Viceministro delle Infrastrutture e dei Trasporti)
  - Teresio Delfino (Sottosegretario di Stato al Ministero delle politiche agricole e forestali)

## Congressi nazionali
- I Congresso Nazionale - Roma, 19-21 luglio 1996.
- II Congresso Nazionale - Roma, 25-26 luglio 1998.
- III Congresso Nazionale - Roma, 16-17 febbraio 2001.
- IV Congresso Nazionale - Roma, 14 marzo 2014

## Risultati elettorali
| Elezione                       | Elezione     | Voti      | %         | Seggi    |
| ------------------------------ | ------------ | --------- | --------- | -------- |
| Politiche 1996 (lista CCD-CDU) | Camera       | 2.189.563 | 5,8       | 11 / 630 |
| Politiche 1996 (lista CCD-CDU) | Senato       | Nel Polo  | Nel Polo  | 10 / 315 |
| Europee 1999                   | Europee 1999 | 669.919   | 2,2       | 2 / 87   |
| Politiche 2001 (lista CCD-CDU) | Camera       | 1.194.040 | 3,2       | 17 / 630 |
| Politiche 2001 (lista CCD-CDU) | Senato       | Nella CdL | Nella CdL | 8 / 315  |